# جاومي بونت
جاومي بونت (بالإسبانية: Jaume Bonet Serrano)‏ هو مدرب رياضي ومدرب كرة قدم إسباني، ولد في 24 مايو 1957 في Valls ‏ في إسبانيا.